# Rissoella globularis
Rissoella globularis is een slakkensoort uit de familie van de Rissoellidae. De wetenschappelijke naam van de soort is voor het eerst geldig gepubliceerd in 1853 door Forbes & Hanley.